# فقط تو را دوست دارم
فقط تو را دوست دارم (ایتالیایی: Amo te sola) یک فیلم درام تاریخی به کارگردانی ماریو ماتولی با بازی میلی، ویتوریو دسیکا و جودیتا ریسونه است که در سال ۱۹۳۵ منتشر شد.

## بازیگران
- میلی
- ویتوریو دسیکا
- جودیتا ریسونه
- انریکو ویاریزیو
- رناتو چالنته
- آدا دوندینی
- جووانی بارللا
- انتسو بیلیوتی
- کارلو نینچی
- امیلیو چیگولی
- جوزپه پیه‌روتسی
- گولیلمو سیناتس

## کتابشناسی
- Mancini, Elaine. Struggles of the Italian Film Industry During Fascism, 1930-1935. UMI Research Press, 1985.